# Mustapha Heron
Mustapha Jahhad Heron (Derby (Connecticut), 12 de diciembre de 1997), conocido como Mustapha Heron, es un jugador de baloncesto español. Con 1 metro y 96 centímetros de estatura, juega en la posición de escolta en el Club Melilla Baloncesto de la Primera FEB española.

## Trayectoria

### Universidad
Nacido en Derby (Connecticut) y formado en la Academia Wilbraham & Monson antes de transferirse a la Escuela Secundaria Sacred Heart, donde ganó tres campeonatos estatales consecutivos de Connecticut. 
En 2015, Heron se comprometió a jugar baloncesto en la Universidad de Auburn, donde jugaría durante dos temporadas la NCAA con los Auburn Tigers, desde 2016 a 2018. 
El 31 de mayo de 2018, Heron anunció su transferencia a la Universidad St. John's, situada en Queens, Nueva York, donde jugaría otras dos temporadas con los St. John's Red Storm, desde 2018 a 2020. 

### Profesional
El 26 de febrero de 2021, Heron firmó con los Leicester Riders de la Liga Británica de Baloncesto por el resto de la temporada 2020-21. En 20 partidos, promedió 11,5 puntos, 4,2 rebotes y 1,1 asistencias por partido.
Para la temporada 2021-22, Heron se trasladó a Hungría para jugar en el ZTE KK de la A Division. En cinco partidos, entre el 25 de septiembre y el 16 de octubre, promedió 9,2 puntos, 2,8 rebotes y 1,2 asistencias por partido.
En febrero de 2022, se trasladó a Islandia para jugar en el Körfuknattleiksdeild Keflavíkur de la Domino's League. En 12 partidos, promedió 16,4 puntos, 5,3 rebotes, 2,2 asistencias y 1,2 robos por partido.
En octubre de 2022, Heron se unió a los Rio Grande Valley Vipers de la NBA G League.
El 1 de marzo de 2023, Heron firmó con los Manawatu Jets de la NBL neozelandesa.
Heron comenzó la temporada 2023-24 con el Al-Rayyan de la Liga de Baloncesto de Catar antes de unirse al Club Atlético Goes de la Liga Uruguaya de Básquetbol en enero de 2024. 
Posteriormente, se reincorporó a los Manawatu Jets de la NBL neozelandesa.
El 29 de marzo de 2025, firmó con el Wilki Morskie Szczecin de la Liga Polaca de Baloncesto (PLK).
El 27 de julio de 2024, firma con Abejas de León para disputar la Liga Nacional de Baloncesto Profesional.
En verano de 2025, firma con los Titanes del Sur de la Liga Nacional de Baloncesto de la República Dominicana, promediando 14 puntos (con un 45% en tiros de 2 y en triples un 36,4%), 3 rebotes y 1 asistencia para valorar 7,5 créditos de valoración personal en 25 minutos sobre la pista.
El 16 de julio de 2025, firma con el Club Melilla Baloncesto para disputar la Primera FEB.

### Selección nacional
En el verano de 2019, Heron formó parte de la selección nacional de Estados Unidos que compitió en los Juegos Panamericanos de Perú, con el que ganó la medalla bronce.